# 651 Антіклея
651 Антіклея (1907 AN, 1957 JF1, A905 JB, 651 Antikleia) — астероїд головного поясу, відкритий 4 жовтня 1907 року.
Тіссеранів параметр щодо Юпітера — 3,212.